# Cama incendiada Tour
Cama incendiada Tour es la octava gira musical de la banda de rock pop mexicana, Maná. Comenzó el 10 de junio de 2015 en San Diego, Estados Unidos. La gira recorrió países como Estados Unidos, España, México, Colombia, Argentina, Uruguay, Chile, entre otros.

## Antecedentes
El 3 de diciembre de 2014 se confirmó la presencia de la banda para la edición estadounidense del evento Rock in Rio, siendo el 8 de mayo de 2015 el día de su presentación. En la vigesimoséptima edición de los premios lo nuestro celebrada el 19 de febrero de 2015, la banda interpretó por primera vez su sencillo Mi verdad. El 27 de febrero de 2015, la banda confirmó mediante un comunicado que la gira iniciaría en junio de este mismo año en Estados Unidos. El 20 de marzo, la banda realizó su primera presentación en el teatro Apollo, en la ciudad de Nueva York como parte de un concierto privado organizado por Chivas Regal, marca que los patrocina desde 2013. El 7 de abril se anunciaron las primeras fechas de la gira, 20 días después, el 27 de abril se confirmaron las primeras cuatro fechas para España, sin embargo, durante mediados de junio se confirmó la cancelación del concierto en Las Palmas por motivos logísticos. Así mismo se agregaron dos fechas más. El 28 de mayo confirmaron las primeras fechas para México. Debido al terremoto en Ecuador el 16 de abril de 2016, la banda decidió posponer sus presentaciones en dicho país para el mes de mayo.

## Presentaciones promocionales
| Premio Lo Nuestro 2015              |            |                |                             |
| Fecha                               | Ciudad     | País           | Arena / Auditorio / Estadio |
| 19 de febrero de 2015               | Miami      | Estados Unidos | American Airlines Arena     |
| Concierto privado Para Chivas Regal |            |                |                             |
| Fecha                               | Ciudad     | País           | Arena / Auditorio / Estadio |
| 20 de marzo de 2015                 | Nueva York | Estados Unidos | Teatro Apollo               |
| Rock in Rio USA 2015                |            |                |                             |
| Fecha                               | Ciudad     | País           | Arena / Auditorio / Estadio |
| 8 de mayo de 2015                   | Las Vegas  | Estados Unidos | Festival Rock in Rio        |
| Concierto privado Para Chivas Regal |            |                |                             |
| Fecha                               | Ciudad     | País           | Arena / Auditorio / Estadio |
| 11 de mayo de 2015                  | Nueva York | Estados Unidos | Hammerstein Ballroom        |

## Lista de canciones
| Festival Rock in Rio |
| --- |
| 1. Oye mi amor 2. De pies a cabeza 3. Corazón espinado 4. Déjame entrar 5. Manda una señal 6. Lluvia al corazón 7. Mariposa traicionera 8. Vivir sin aire 9. Me vale 10. Eres mi religión 11. En el muelle de San Blás 12. Rayando el sol 13. Labios compartidos 14. Clavado en un bar |

| Presentación en San Diego, Estados Unidos |
| --- |
| 1. La prisión 2. Corazón espinado 3. Cuando los ángeles lloran 4. La cama incendiada 5. Amor clandestino 6. Un lobo por tu amor 7. Eres mi religión 8. Adicto a tu amor 9. Me vale 10. Clavado en un bar 11. Drum Solo por Álex González 12. En el muelle de San Blás 13. Mi verdad 14. El Rey 15. Te lloré un río 16. Ojalá pudiera borrarte 17. Mariposa traicionera 18. Bendita tu luz 19. Vivir sin aire 20. Si no te hubieras ido 21. Oye mi amor 22. Somos más americanos 23. Labios compartidos 24. Rayando el sol |

| Presentación en San José, Estados Unidos |
| --- |
| 1. La prisión 2. Corazón espinado 3. La cama incendiada 4. Cuando los ángeles lloran 5. Amor clandestino 6. Eres mi religión 7. Clavado en un bar 8. Me vale 9. En el muelle de San Blas 10. Mi verdad 11. Somos más americanos 12. El Rey 13. Drum Solo por Álex González 14. Te lloré un río 15. Vivir sin aire 16. Mariposa traicionera 17. Bendita tu luz 18. Si no te hubieras ido 19. Oye mi amor 20. Labios compartidos 21. Rayando el sol |

| Presentaciones en Los Ángeles |
| --- |
| 1. La prisión 2. Corazón espinado 3. La cama incendiada 4. Amor clandestino 5. Eres mi religión 6. Cuando los ángeles lloran 7. Clavado en un bar 8. Me vale 9. En el muelle de San Blás 10. Mi verdad 11. Somos más americanos 12. El Rey 13. Solo de Batería por Álex González 14. Te lloré un río 15. Ojalá pudiera borrarte 16. Mariposa traicionera 17. Bendita tu luz 18. Vivir sin aire 19. Si no te hubieras ido 20. Oye mi amor 21. Labios compartidos 22. Rayando el sol |

| Presentación en Laredo |
| --- |
| 1. La prisión 2. Corazón espinado 3. La cama incendiada 4. Amor clandestino 5. Eres mi religión 6. Cuando los ángeles lloran 7. Clavado en un bar 8. Me vale 9. En el muelle de San Blás 10. Mi verdad 11. Somos más americanos 12. El Rey 13. Solo de Batería por Álex González 14. Te lloré un río 15. El Reloj Cucú 16. Mariposa traicionera 17. Bendita tu luz 18. Vivir sin aire 19. Si no te hubieras ido 20. Oye mi amor 21. Labios compartidos 22. Rayando el sol |

| Presentación en Monterrey |
| --- |
| 1. La prisión 2. Lluvia al corazón 3. Adicto a tu amor 4. La cama incendiada 5. Eres mi religión 6. Cuando los ángeles lloran 7. Clavado en un bar 8. Me vale 9. el rey 10. Mi verdad 11. en el muelle de san blas 12. corazón espinado 13. Solo de Batería por Álex González 14. Te lloré un río 15. El Reloj Cucú 16. Mariposa traicionera 17. Bendita tu luz 18. Vivir sin aire 19. Si no te hubieras ido 20. Oye mi amor 21. Labios compartidos 22. Rayando el sol |

| Presentación en El Salvador |
| --- |
| 1. La prisión 2. Corazón espinado 3. Adicto a tu amor 4. Eres mi religión 5. Cuando los ángeles lloran 6. Mi verdad 7. Clavado en un bar 8. Me vale 9. En el muelle de San Blás 10. El Rey 11. Solo de Batería por Álex González 12. Te lloré un río 13. El Reloj Cucú 14. Huele A Tristeza 15. Se Me Olvido Otra Vez 16. Vivir sin aire 17. Mariposa traicionera 18. Bendita tu luz 19. Si no te hubieras ido 20. Oye mi amor 21. Labios compartidos 22. Rayando el sol |

## Fechas
| Fecha                    | Ciudad              | País           | Arena / Auditorio / Estadio                 |
| ------------------------ | ------------------- | -------------- | ------------------------------------------- |
| Norteamérica             |                     |                |                                             |
| 10 de junio de 2015      | San Diego           | Estados Unidos | Viejas Arena                                |
| 13 de junio de 2015      | Sacramento          | Estados Unidos | Sleep Train Arena                           |
| 14 de junio de 2015      | San José            | Estados Unidos | SAP Center                                  |
| 16 de junio de 2015      | Fresno              | Estados Unidos | Save Mart Center                            |
| 18 de junio de 2015      | Los Ángeles         | Estados Unidos | Staples Center                              |
| 20 de junio de 2015      | Los Ángeles         | Estados Unidos | Staples Center                              |
| 23 de junio de 2015      | Chicago             | Estados Unidos | Allstate Arena                              |
| 25 de junio de 2015      | Newark              | Estados Unidos | Prudential Center                           |
| 27 de junio de 2015      | Atlanta             | Estados Unidos | Philips Arena                               |
| 1 de julio de 2015       | Orlando             | Estados Unidos | Amway Arena                                 |
| 2 de julio de 2015       | Miami               | Estados Unidos | American Airlines Arena                     |
| 5 de julio de 2015       | Dallas              | Estados Unidos | American Airlines Center                    |
| 7 de julio de 2015       | Houston             | Estados Unidos | Toyota Center                               |
| 9 de julio de 2015       | Hidalgo             | Estados Unidos | State Farm Arena                            |
| 11 de julio de 2015      | Laredo              | Estados Unidos | Laredo Energy Arena                         |
| Europa                   |                     | Estados Unidos |                                             |
| 21 de agosto de 2015     | Tenerife            | España         | Estadio Heliodoro Rodríguez López           |
| 26 de agosto de 2015     | La Coruña           | España         | Coliseum de la Coruña                       |
| 28 de agosto de 2015     | Benidorm            | España         | Estadio Guillermo Amor                      |
| 29 de agosto de 2015     | Málaga              | España         | Estadio de atletismo                        |
| 4 de septiembre de 2015  | Madrid              | España         | Barclaycard Center                          |
| 5 de septiembre de 2015  | Madrid              | España         | Barclaycard Center                          |
| 6 de septiembre de 2015  | Barcelona           | España         | Palau Sant Jordi                            |
| 9 de septiembre de 2015  | Bilbao              | España         | Vizcaya Arena                               |
| Norteamérica             |                     |                |                                             |
| 10 de octubre de 2015    | Reno                | Estados Unidos | Grand Sierra Resort and Casino              |
| 14 de octubre de 2015    | Monterrey           | México         | Arena Monterrey                             |
| 15 de octubre de 2015    | Monterrey           | México         | Arena Monterrey                             |
| 18 de octubre de 2015    | Torreón             | México         | Coliseo Centenario                          |
| 21 de octubre de 2015    | San Luis Potosí     | México         | El Domo                                     |
| 24 de octubre de 2015    | Puebla              | México         | Auditorio Metropolitano                     |
| 28 de octubre de 2015    | Ciudad de México    | México         | Arena Ciudad de México                      |
| 29 de octubre de 2015    | Ciudad de México    | México         | Arena Ciudad de México                      |
| 11 de noviembre de 2015  | León                | México         | Poliforum León                              |
| 14 de noviembre de 2015  | Guadalajara         | México         | Auditorio Telmex                            |
| 15 de noviembre de 2015  | Guadalajara         | México         | Auditorio Telmex                            |
| 21 de noviembre de 2015  | Cancún              | México         | Estadio Beto Ávila                          |
| 22 de noviembre de 2015  | Mérida              | México         | Coliseo Yucatán                             |
| Centroamérica            |                     |                |                                             |
| 25 de noviembre de 2015  | Ciudad de Guatemala | Guatemala      | Paseo Cayalá                                |
| 27 de noviembre de 2015  | San Salvador        | El Salvador    | Estadio Nacional Jorge "El Mágico" González |
| 1 de diciembre de 2015   | Tegucigalpa         | Honduras       | Estadio Chochi Sosa                         |
| 3 de diciembre de 2015   | Managua             | Nicaragua      | Estadio Nacional                            |
| 5 de diciembre de 2015   | San José            | Costa Rica     | Estadio Ricardo Saprissa                    |
| Sudamérica               |                     |                |                                             |
| 18 de febrero de 2016    | Asunción            | Paraguay       | Estadio Manuel Ferreira                     |
| 20 de febrero de 2016    | Corrientes          | Argentina      | Estadio Huracán                             |
| 24 de febrero de 2016    | Mendoza             | Argentina      | Independiente de Mendoza                    |
| 26 de febrero de 2016    | Buenos Aires        | Argentina      | Estadio Vélez                               |
| 27 de febrero de 2016    | Buenos Aires        | Argentina      | Estadio Vélez                               |
| 29 de febrero de 2016    | Rosario             | Argentina      | Estadio Marcelo Bielsa                      |
| 2 de marzo de 2016       | Córdoba             | Argentina      | Estadio Mario Alberto Kempes                |
| 8 de marzo de 2016       | Montevideo          | Uruguay        | Estadio Centenario                          |
| 11 de marzo de 2016      | Santiago            | Chile          | Movistar Arena                              |
| 12 de marzo de 2016      | Santiago            | Chile          | Movistar Arena                              |
| 16 de marzo de 2016      | Concepción          | Chile          | Estadio Ester Roa Rebolledo                 |
| 18 de marzo de 2016      | Coquimbo            | Chile          | Estadio Francisco Sánchez Rumoroso          |
| 20 de abril de 2016      | Lima                | Perú           | Estadio Nacional                            |
| 23 de abril de 2016      | Arequipa            | Perú           | Jardín de la Cerveza                        |
| 29 de abril de 2016      | Valledupar          | Colombia       | Festival de la Leyenda Vallenata            |
| 25 de mayo de 2016       | Guayaquil           | Ecuador        | Estadio Alberto Spencer                     |
| 28 de mayo de 2016       | Quito               | Ecuador        | Estadio Olímpico Atahualpa                  |
| Norteamérica             |                     |                |                                             |
| 10 de diciembre de 2016  | Los Cabos           | México         | Jardín escultórico puerto los cabos         |
| Sudamérica               |                     |                |                                             |
| 6 de enero de 2017       | Cartagena           | Colombia       | Estadio Jaime Morón León                    |
| Centroamérica            |                     |                |                                             |
| 8 de febrero de 2017     | Panamá              | Panamá         | Plaza amador                                |
| Caribe                   |                     |                |                                             |
| 10 de febrero de 2017    | San Juan            | Puerto Rico    | Coliseo de Puerto Rico                      |
| Sudamérica               |                     |                |                                             |
| 19 de febrero de 2017    | Calafate            | Argentina      | Anfiteatro del bosque                       |
| 24 de febrero de 2017    | San Juan            | Argentina      | Parque mayo                                 |
| 2 de marzo de 2017       | La Paz              | Bolivia        | Estadio Hernando Siles                      |
| 24 de febrero de 2017    | Santa Cruz          | Bolivia        | Estadio Ramón Tahuichi Aguilera             |
| Norteamérica             |                     |                |                                             |
| 11 de marzo de 2017      | Aguascalientes      | México         | Feria nacional de San Marcos                |
| 1 de abril de 2017       | Monterrey           | México         | Parque fundidora                            |
| 2 de septiembre de 2017  | Mauston             | Estados Unidos | Los Dell Festival                           |
| 9 de septiembre de 2017  | Tijuana             | México         | Estadio Caliente                            |
| 15 de septiembre de 2017 | Las Vegas           | Estados Unidos | MGM Grand Garden Arena                      |
| 16 de septiembre de 2017 | Las Vegas           | Estados Unidos | MGM Grand Garden Arena                      |

### Conciertos cancelados y/o reprogramados
| Europa               |            |         |                            |                                   |
| 22 de agosto de 2015 | Las Palmas | España  | Estadio Insular            | Cancelado por motivos logísticos. |
| Latinoamérica        |            |         |                            |                                   |
| 6 de marzo de 2016   | Montevideo | Uruguay | Estadio Centenario         | Reprogramado al 8 de marzo        |
| 28 de abril de 2016  | Guayaquil  | Ecuador | Estadio Alberto Spencer    | Reprogramado al 25 de mayo        |
| 30 de abril de 2016  | Quito      | Ecuador | Estadio Olímpico Atahualpa | Reprogramado al 28 de mayo        |

## Banda
- Fher voz guitarra acústica guitarra eléctrica rítmica y armónica
- Juan Diego Calleros bajo
- Alex "El Animal" Gonzalez batería dw drums coros y segunda voz
- Sergio Vallin guitarra
- Fernando Vallin segunda guitarra y coros
- Agustin Castañeda tercera guitarra
- Hector Quintana percusiones y coros
- Juan Carlos Toribio teclados y sintentizadores
- Francisco Lopez Perez keytar y maracas
- Alejandro Lopez Perez guitarra metalera
- Luis Conte percusiones